# Доня-Лисина
Доня-Лисина (серб. Доња Лисина) — населённый пункт в общине Босилеград Пчиньского округа Сербии.

## Население
Согласно переписи населения 2002 года, в селе проживало 316 человек (122 серба, 93 болгара и другие).
| Численность населения | Численность населения | Численность населения | Численность населения | Численность населения | Численность населения | Численность населения | Численность населения |
| 1948                  | 1953                  | 1961                  | 1971                  | 1981                  | 1991                  | 2002                  | 2011                  |
| --------------------- | --------------------- | --------------------- | --------------------- | --------------------- | --------------------- | --------------------- | --------------------- |
| 599                   | 632                   | 575                   | 611                   | 503                   | 365                   | 316                   | 195                   |

## Религия
Согласно церковно-административному делению Сербской православной церкви, село относится к Босилеградскому архиерейскому наместничеству Враньской епархии. В селе расположен Храм святого преподобия мати Параскеве, построенный в XVII веке.